# Талмуд
Талму́д (дав-євр. תלמוד — вчення, наука) — великий кодекс релігійно-юридичних правил життя євреїв. Талмуд сформувався впродовж багатьох віків — в IV ст. до н. е. Століттями первинний зміст Талмуду передавався усно із покоління в покоління. Тому на відміну від Тори («Закону», «писаного Закону») його називають «усним законом» або «коментуванням закону». Писемне оформлення накопиченого матеріалу почалось ще у ІІІ ст.н. е., а закінчилось у V ст., коли постав «Єрусалимський талмуд». «Вавилонський талмуд» було завершено у VII ст. н. е.

## Історія
В основу Талмуду покладено П'ятикнижжя, Закон Моїсея, або Тора. Основною метою укладачів Талмуду було збереження Усного Закону, а також пристосування його до мінливих умов реального життя. Правила, які вони розробляли, були, власне, рецептами для практичного виконання «теоретичних» заповідей, які отримав Мойсей на горі Синай.
Перші законоположення Талмуду належать до періоду, коли Юдея була включена до імперії Олександра Македонського (322 р. до н. е.) та еллінізм увірвався у замкнений світ давніх юдеїв. Впродовж трьох століть (з IV по II ст. до н. е.) Юдея знаходилась під значним впливом грецької культури. У III ст. до н. е. книжники-хасидеї повстали проти еллінського засилля та встали на захист «віри батьків». Аби зберегти Закон Мойсея в нових умовах хасидеї зайнялись записом тлумачень Тори, які передавались з покоління в покоління в усній формі, в результаті чого з'явилась збірка Мішна «Перше повторення Тори». Частина Талмуду, власне, є поширеним тлумаченням Тори, зробленим на основі Мішни. Мішну цитують за трактатами, главами та параграфами.

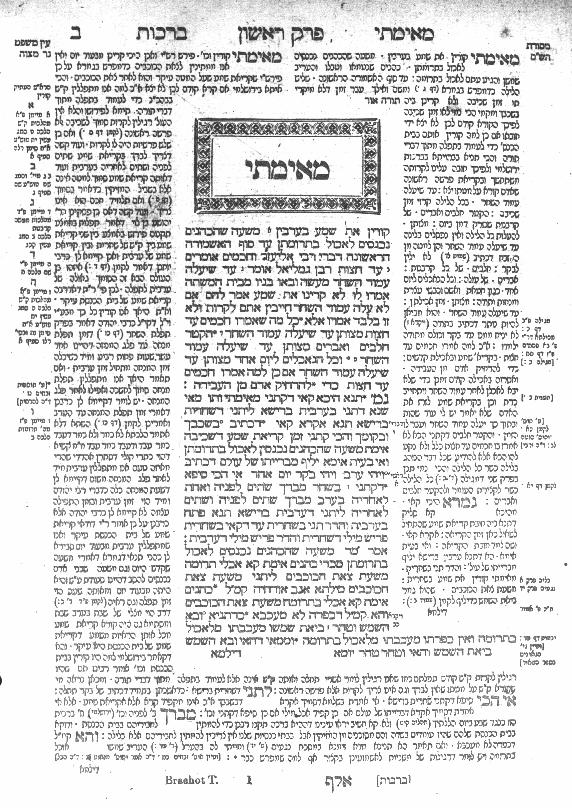
Сторінка із «Віленського талмуду»

У 141 р. до н. е. в Юдеї встановилась влада Макавеїв, що поєднали і духовну, і світську владу. Проти них повстала давня першосвященницька династія Саддокідів (слов'янський переклад — «саддукеї»), які були прихильниками компромісу між Мойсеєвим законом та грецькою філософією. Гасмонеї у боротьбі проти Саддокідів спирались на прушім (оборонців Закону, слов'янський переклад — «фарисеї»), оборонців віри праотців і Закону (Тори), виступали проти чужоземної грецької філософії і зазвичай походили із середніх прошарків населення.
У ІІІ ст. в Палестині рабі Єгуда га-Насі, останній із покоління мудреців-таннаїв, кодифікував Мішну (Усний Закон). Наступне покоління законовчителів (амораї) доповнило працю попередників своїми дискусіями та коментарями (Гемарою), створивши таким чином Талмуд, тобто Мішну та Гемару в їхній єдності. Діяльність амораїв відбувалася в релігійних академіях-єшивах у Палестині та Вавилонії (сучасний Ірак), наслідком чого стало укладення двох Талмудів — Єрусалимського (III — кінець IV ст.) та Вавилонського (III—V ст.). Після завершення Вавилонського Талмуда його сприймають як канонічний звід, авторитет якого є незаперечним у питаннях законів (галахи). Від нього не можна нічого віднімати і до нього не можна нічого додавати. У постталмудичну добу Вавилонський і Єрусалимський Талмуди конкурували між собою, але у VIII ст. Вавилонський Талмуд остаточно переміг. Авторитет Вавилонського Талмуда домінує над Єрусалимським, особливо коли їхні твердження відрізняються стосовно галахічних питань.
Вавилонський Талмуд написано східним діалектом арамейської із включенням перських слів; Єрусалимський Талмуд укладений західним діалектом арамейської з домішками давньоєврейських, грецьких та латинських слів. Вавилонський Талмуд містить 2711 листів.

## Мова Талмуду
Талмуд написаний, головним чином, на різноманітних говірках арамейської мови, яка була розмовною на той час. Проте спостерігається чітке розмежування: частини, які описують побутові сцени, розмови, різноманітні історії, написані арамейською, а частини, які передають учені дискусії мудреців, галахічні постанови — давньоєврейською (лашон акойдеш, святою мовою). Також на лашон акойдеш передані цитати з Танаху. У Талмуді зустрічається близько 2500 слів і навіть фраз із класичної грецької мови та ще більше грецьких слів з різних далекосхідних діалектів.

## Розділи та трактати Талмуду
Мішна — найстаріша частина Талмуду Вона поділена за змістом на 6 розділів, що складаються з 63-х трактатів: розділ Зраїм («посіви») присвячено землеробській праці; у розділі Моед («термін») розглядаються закони суботи та свят; трактати розділу Нашім («жінки») стосуються шлюбних законів, батьківських обов'язків, виховання дітей; у розділі Незикін («збитки») обговорюються основні питання єврейського права, закони щодо матеріальних збитків, система штрафів та покарань; розділ Кодашім («святині») присвячено жертвоприношенням, храмовій службі та законам щодо їжі; розділ Тогорот («чистота») стосується теми ритуальної чистоти.
Талмуд поділено на розділи і трактати відповідно до Мішни. Вавилонський Талмуд написано до 36-ти з 63-х трактатів Мішни зі всіх розділів. Єрусалимський Талмуд написано до 39-ти трактатів, але лише з розділів Зраїм, Моед, Нашім, Незикін та перших 3-х глав одного трактату розділу Тогорот. Це певною мірою відображає соціально-історичний фон укладання Талмуду, коли якась тема була більш актуальною для одних законовчителів, ніж для інших (наприклад, землеробські закони Палестини мали суто академічне значення для євреїв Вавилонії).
Прийнято виділяти в тексті Талмуду три структурні одиниці: 1) меймра («вислів») — поодинокий вислів, що належить амораю або цитується ним; ці вислови зазвичай наведені від імені автора; 2) шмуа («переказ») — давній галахічний вислів, який традиційно відносять до часів Одкровення на горі Синай; 3) сугія («процес») — дискусія амораїв стосовно якоїсь теми, що складається з трьох послідовних етапів: вислів (меймра або шмуа), контраргумент і сама дискусія.
| Розділ Мішни | Трактати Гемари                                                                                       |
| ------------ | --- |
| I. Зраїм     | Берахот                                                                                               |
| II. Моед     | Шаббат, Ейрувін, Песахім, Шекалім, Йома, Сукка, Бейца, Рош-Ашана, Тааніт, Меґілла, Моед-Катан, Хаґіґа |
| III. Нашім   | Євамот, Кетубот, Недарім, Назір, Сота, Ґіттін, Кіддушин                                               |
| IV. Незікін  | Баба-Камма, Баба-Меціа, Баба-Батра, Сангедрін, Маккот, Шевуот, Авода-Зара, Орайот                     |
| V. Кодашім   | Зевахім, Менахот, Хулін, Бехорот, Эрахін, Темура, Керітут, Меїла, Тамід                               |
| VI. Тогорот  | Ніда                                                                                                  |

- Зраїм (івр. זרעים, сівби) — з Вавилонського Талмуду зберігся лише один трактат, що відповідає цьому розділу Мішни, — трактат Брахот («благословення»), який включає галахічні дискусії стосовно молитви Шма, Аміда, а також багатьох благословінь. Існує думка, що у Вавилонії не був складений Талмуд до цього розділу, оскільки його тематика (обговорення законів про землеробські роботи та врожай злакових культур у межах Ерец-Ісраель) не була там актуальною. Також можливо, що Талмуд до трактатів розділу Зраїм існував, але був втрачений.

- Моед (івр. מועד, строк) — присвячений законам Шаббату та свят. У ньому виписано закони, загальні для усіх свят та специфічні закони для деяких із них.

- Нашім (івр. נשים, жінки) — присвячений законам вступу до шлюбу та його розірвання, батьківським обов'язкам, вихованню дітей та навчанню їх ремесел. Два трактата цього розділу — Недарим та Назир — не мають прямого відношення до цієї тематики.

- Незикін (івр. נזיקין, збитки) — присвячений обговоренню законів про нанесення матеріальних збитків, системі покарань та стягнень. Також наведено основні принципи єврейського права. Трактат Авода Зара обговорює проблеми ідолопоклоніння. Пиркей авот — трактат, що містить головним чином етичне вчення єврейського народу. Багато висловів з цього розділу зробилися відомими прислів'ями єврейського народу, наприклад «Якщо не я собі — хто мені. Але якщо я тільки собі — що я. Та якщо не зараз — коли.».

- Кодашім (івр. קדשים, святині) — розглядає закони жертвопринесень та храмової служби, закони про їжу (Кашрут) та Шхіта.

- Тогорот (івр. טהרות, ритуально-чисті) — цілком присвячений темі ритуальної чистоти та нечистоти. У Вавилонському Талмуді є тільки трактат Ніда з цього розділу.

Значну частину Талмуду складають галахічні збірки, укладені з нормативних та казуїстичних формулювань. Окрім них, до складу Талмуду входить багато текстів інших жанрів. Дві третини Вавилонського Талмуду займає агада (перекази, оповіді, легенди), яка часто використовується як пролог або епілог до галахічного матеріалу. В Єрусалимському Талмуді агади менше — приблизно шоста частина. Також у Талмуді є уривки із хронік, родоводів та ін.

## Критика
Укладання Талмудів та зростання їхнього впливу єврейської громади сприйняли неоднозначно. Уже у VIII ст. з'явилися секти, які заперечували рабиністично-талмудичне вчення та авторитет Усного Закону взагалі (див. Караїми). Серед противників Талмуду в єврейському середовищі були Уріель Акоста, Бенедикт (Барух) Спіноза, Шабтай Цві та Яков Франк, діячі реформістського юдаїзму та Гаскали, котрі вважали Талмуд перешкодою на шляху емансипації єврейського суспільства.

### Позиція християнства
Християнський світ познайомився з Талмудом досить пізно. Лише у XIII ст. Талмуд, що до того часу майже не був відомим поза межами єврейської громади, опинився в центрі уваги християнських богословів. Це відбулося завдяки євреям-вихрестам, які здобули традиційну освіту. Християни звинувачували Талмуд у тому, що він підміняє справжню теологію пророків своєю власною. Це сприяло змінам у ставленні християн до євреїв. 1239 булли Папи Римського Григорія IX виголосили Талмуд антихристиянською та надзвичайно шкідливою книгою, що стало поштовхом надалі для масових конфіскацій та спалень єврейських книг протягом усього середньовіччя і навіть за Нової доби. Останнє велике публічне спалення відбулося 1757 в Кам'янці (нині м. Кам'янець-Подільський) за наказом єпископа М. Дембовського і стало наслідком діяльності секти послідовників Якова Франка.

## Вивчення Талмуду

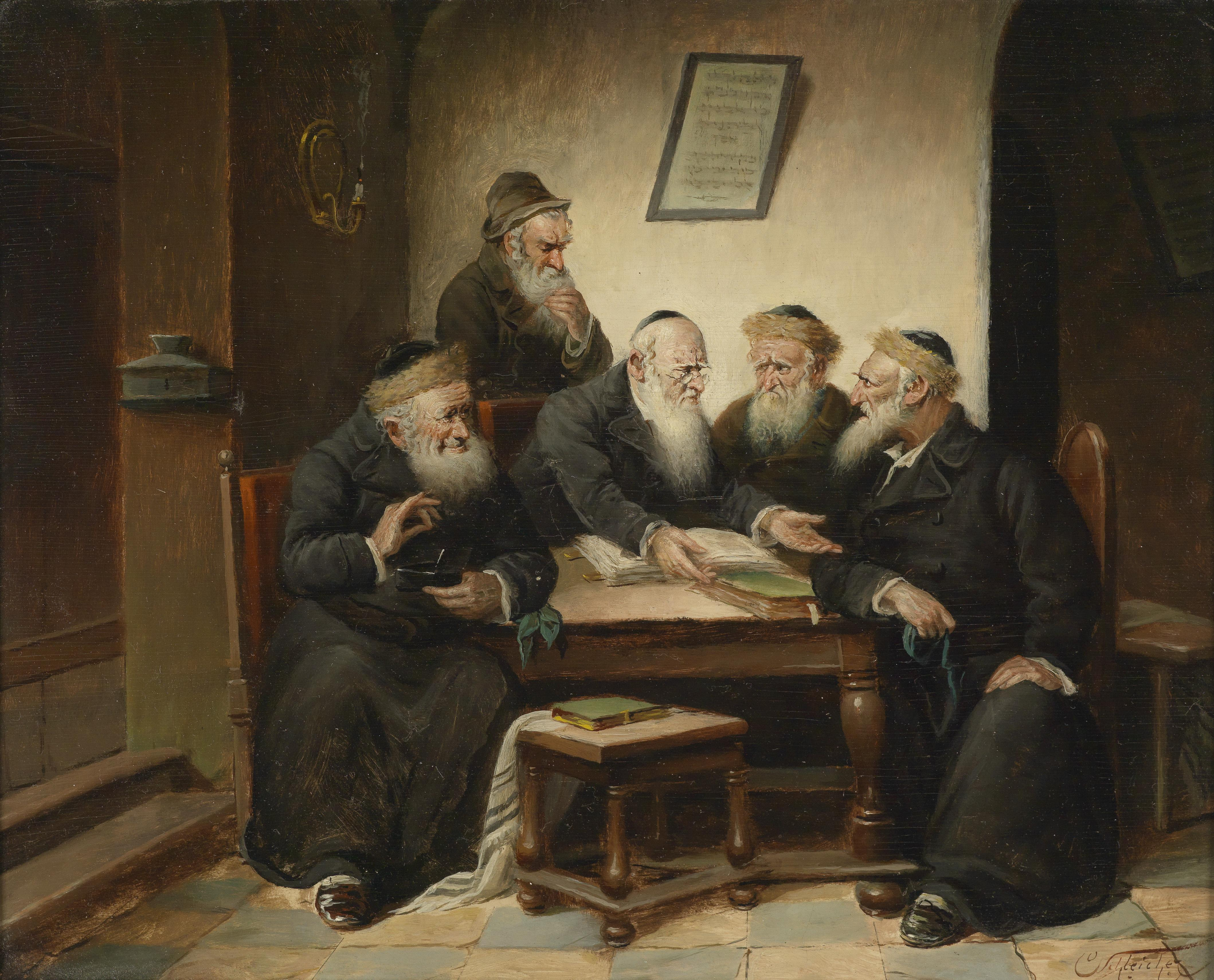
Вивчення Талмуду

Вивчення Талмуду протягом століть перебувало в центрі єврейського духовного життя. Окрім відомих талмудичних академій Вавилонії, за середньовіччя та Нового часу осередки талмудичних знань з'явилися в мусульманській Іспанії, Європі, на Близькому Сході, у Північній Африці. У Східній Європі вивчення Талмуду посідало головне місце в системі єврейської освіти, його студіювали в усіх хедерах (початкових школах), а потім докладно — в єшивах. На території України найбільш відомими були Львівська та деякі інші єшиви Галичини.
Із поширенням Талмуду за межами Вавилонії з'явилася потреба в його систематичному коментуванні та поясненнях, перші з яких належать до IX ст. Коментуванню присвячували велику увагу в середньовічних єврейських громадах Франції та Німеччини. Найбільш відомими стали праці Раші та його учнів, які додали свої доповнення до коментарів учителя (Тосафот). Особливе місце посідають праці, присвячені систематизації галахи, серед них «Мішне Тора» (Повторення Закону) Маймоніда та «Шульхан арух» (Накритий стіл) Йосефа Каро, до якого 1864 ужгородський рабин Шломо Ганцфрід написав скорочену версію «Кіцур Шульхан арух», що витримала 14 прижиттєвих видань і залишається однією з найпоширеніших галахічних збірок.
Єрусалимський Талмуд став об'єктом коментування лише із XVI ст., із відродженням єврейського життя в Палестині.

## Переносне значення
Через свій об'єм слово талмуд часто використовується як загальне — збірка догматичних положень; товста нудна книга.

## Переклади
Перші відомі фрагменти перекладів Талмуду зроблені давньоєврейською у VIII ст. У XVII ст. в Амстердамі (Голландія) з'явився переклад 2-х трактатів Вавилонського Талмуду латиною, а у XVIII ст. 22 трактати Єрусалимського і 3 трактати Вавилонського Талмуду переклав латиною італієць Б. Унголіно. Згодом повний текст Вавилонського Талмуду було видано німецькою та англійською мовами. Перші переклади окремих трактатів Вавилонського Талмуду російською було здійснено на поч. XX ст., хоча повний текст досі не перекладено.
Станом на 2015 рік не вийшло жодного повного перекладу Талмуду українською мовою.

## Видання Талмуду
Перші друковані видання окремих трактатів Вавилонського Талмуду з'явилися в останній чверті XV ст. в Іспанії та Португалії. У ломбардському місті Сончино в друкарні рабі Гершома від 1483 було видано 23 трактати Талмуду. Але лише у венеційському видавництві християнина Д. Бомберга друковані книги Талмуду (1520) набули тієї форми, яку мають і досі: кожній мішні відповідає свій уривок Талмуду, текст поділено на листи з нумерацією, супроводжено коментарями Раші та Тосафот, ін. коментарі розміщені наприкінці трактатів.
На території сучасної України Талмуд почали видавати з кінця XVIII ст.: у Славуті, Житомирі, Чернівцях, Львові та інших містах. 1866 у друкарні братів Шапіро (Житомир) було видано Єрусалимський Талмуд з розлогими коментарями. Велика робота по редакції Талмуда пророблена перед випуском знаменитого Віленського видання Талмуду (1880), вона була здійснена колективом рабинів литовських єшив та видавництвом «Вдова и сыновья Ромм». Це видання покладено в основу майже всіх наступних. Єдиним текстом кирилицею в цьому виданні є рядок «Дозволено цензурой».